# Sion Longley Wenban

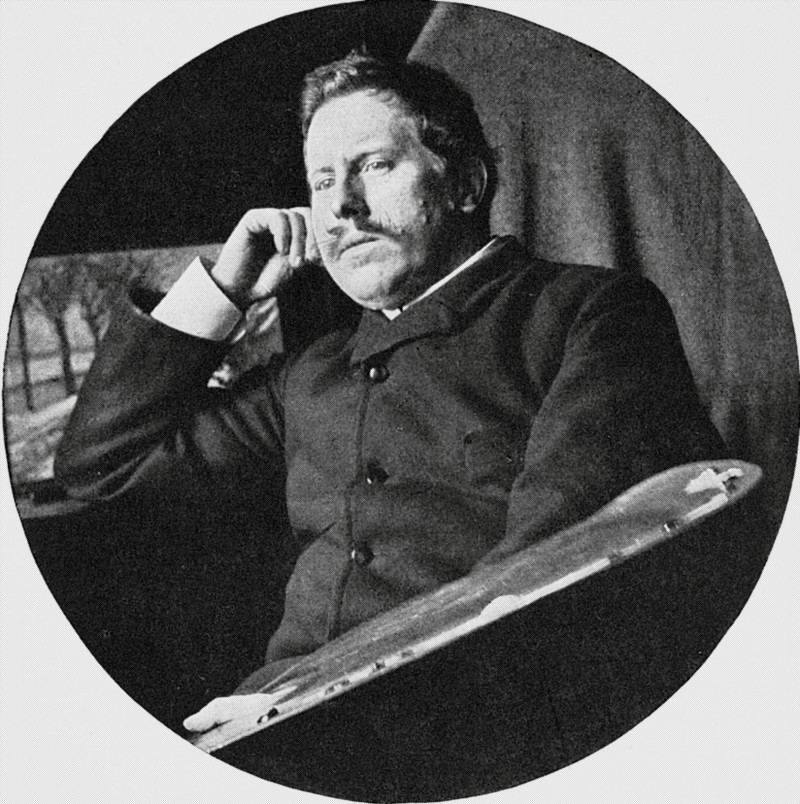
Sion Longley Wenban

Sion Longley Wenban (* 9. März 1848 in Cincinnati, Vereinigte Staaten; † 20. April 1897 in München) war ein in München lebender amerikanischer Landschaftsmaler und Grafiker.

## Leben
Wenbans Vater John Wenban (1808–1868) stammte aus Hawkhurst, Kent, und wanderte zu Beginn der 1830er Jahre in die Vereinigten Staaten von Amerika aus, wo er sich in Cleveland als Wagenbauer niederließ. Seine Frau Francis Mary Stevenson (1825–1854) stammte ebenfalls aus England. Wenban wurde als zweiter von drei Söhnen in Cincinnati geboren, wo sich die Familie nur vorübergehend aufhielt und wuchs auf der Farm nahe Cleveland auf, die sein Vater erworben hatte, nachdem er es als Wagenbauer zu einigem Wohlstand gebracht hatte. Mit 15 Jahren begann er im Fotoatelier von J. F. Ryder in Cleveland als Retuscheur zu arbeiten, wo schon sein Onkel, der Maler Thomas Stevenson, beschäftigt war. Wenban fertigte Kohlezeichnungen nach Porträtfotos an, die in dieser Zeit sehr beliebt waren. Einen geregelten Unterricht im Zeichnen soll er dann bei Professor Wilmorth an der Kunstakademie in New York bekommen haben, der ihm auch empfahl, die Ausbildung in München fortzusetzen. Zunächst arbeitete Wenban aber 1869 bis 1871 bei dem Fotografen E. L. Brand in Chicago. Nach seiner Rückkehr nach Cleveland befreundete er sich mit dem Künstler Otto Henry Bacher (1856–1909), den er in der Künstlervereinigung „Cleveland School of Art“ kennengelernt hatte, und mit dem zusammen er begann sich autodidaktisch mit der Radiertechnik zu beschäftigen.
Mit Bacher zusammen reiste er 1878 über Schottland, London und Paris nach Deutschland, das er im November erreichte. Beide schrieben sich im Dezember 1878 an der Akademie der Bildenden Künste in München ein. Wenban wurde Schüler von Gabriel Hackl. Wichtiger waren für ihn jedoch die Anregungen des aus Boston stammenden, heute kaum noch bekannten Landschaftsmalers Joseph Frank Currier (1843–1909), dessen Landschaftsauffassung seinerseits von den Künstlern der Schule von Barbizon geprägt war. Eberhard Ruhmer gibt ohne genauere Nachweise an, dass auch der Amerikaner Frank Duveneck für Wenban wichtig gewesen sei, der bei Weigmann nicht erwähnt wird.
Bereits im Sommer 1880 hielt sich Wenban im damals ländlichen Schleißheim auf, um die Landschaft zu studieren und konnte in einem unbewohnten Nebengebäude des Schlosses eine bescheidene Unterkunft bekommen. Dort widmete er sich ab 1883 intensiver der Radierung. Im Mai des gleichen Jahres heiratete er Bertha von Langenmantel, die Tochter eines königlichen Bauamtmannes, in dessen Haus Wenban in den ersten Münchner Monaten gewohnt hatte. Mit ihr, die mit Zitherunterricht und Schneidern zum Unterhalt beitrug, lebte er in äußerst prekären Verhältnissen und in häufig wechselnden Wohnungen. Für Landschaftsstudien wanderte Wenban viel in der Umgebung Münchens: 1883 Planegg und Krailling, 1887, 1888, 1889 am Schliersee, 1890 in Neubeuern am Inn, 1891 und 1895 am Starnberger See, 1892 und 1893 nach Schleißheim.
Durch die langen Aufenthalte in der Landschaft bei jedem Wetter und die feuchten Wohnungen auf dem Land zog sich Wenban immer wieder Krankheiten zu, so dass er schließlich – geschwächt auch durch seinen kargen Lebenswandel – an „Wassersucht“ bereits kurz nach seinem 49. Geburtstag starb. In seinen letzten Jahren konnte er noch erleben, dass seine Kunst bei Künstlerkollegen und Publikum doch noch Anklang fand.

## Werk

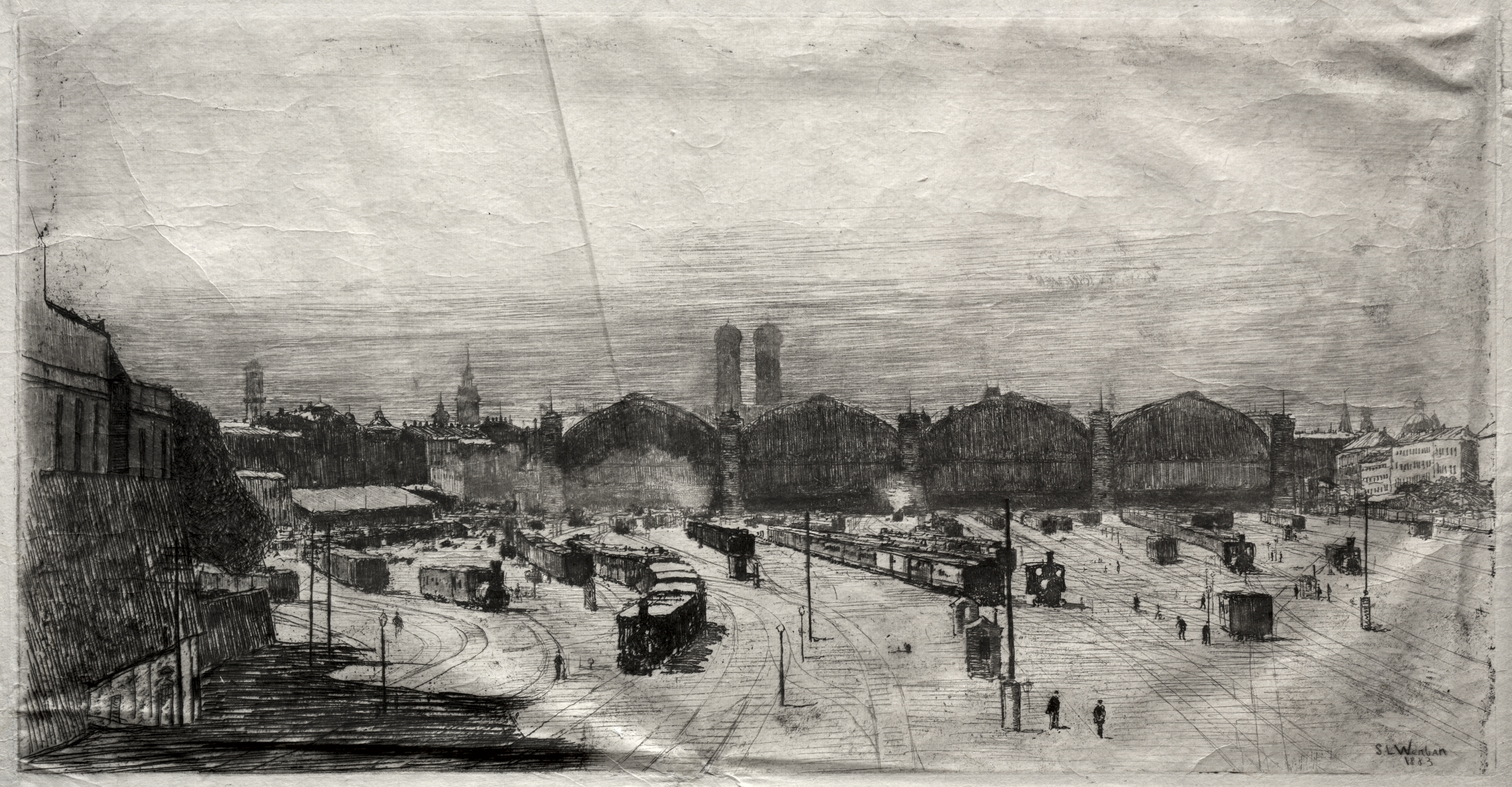
Sion Longley Wenban: Blick auf die Bahnhofshallen in München, Radierung, Cleveland Museum of Art

Wenban widmete sich der Landschaftszeichnung, -malerei und vor allem ab 1883 der Radierung von kleinformatigen Landschaftsmotiven auf mit Kupfer überzogenen Zinnplatten. Bei der Konstituierung des Münchner Vereins für Originalradierung 1891, zu dem sich Münchner Grafiker zusammengeschlossen hatten, war ihm das Amt des Kassiers übertragen und seine Radierung „Blick auf die Bahnhofshallen in München“ für die erste Jahrespublikation angekauft worden. Als am 4. April 1892 der Verein bildender Künstler Münchener „Secession“ gegründet wurde, findet sich auch Wenbans Name unter den fast 100 Gründungsmitgliedern. 1895 bis 1900 verlegte die Zeitschrift PAN Originalgrafiken von ihm in einer Auflage von 1200 bis 1600 Exemplaren.
Zwei Jahre nach seinem Tod erwarb die Neue Pinakothek in München das Gemälde „Weiden am Bach“ und Kupferstichkabinette in Berlin, Bremen, Dresden und München ergänzten ihre Sammlungen um seine Blätter (die Staatliche Graphische Sammlung München besitzt über 100 Zeichnungen und über 700 Radierungen von Wenban). 1913 erschien von Otto Weigmann ein umfassendes Werkverzeichnis der Radierungen, das 371 Nummern umfasst. Weigmann macht auch die umfassendsten Angaben zur Biographie des Künstlers, die sich auf Aussagen von dessen Bruder, dem Schriftwechsel des Künstlers mit seinem Bruder und Auskünfte der Witwe des Künstlers stützen.
1931 wurde ihm auf der Kunstausstellung im Münchner Glaspalast eine Sonderschau gewidmet, die jedoch samt dem Ausstellungsgebäude einem Brand zum Opfer fiel: 31 Gemälde, 36 farbige Arbeiten und 32 Radierungen. Heute verfügt die Stiftung der Raiffeisenbank München-Nord über eine Sammlung von 125 Radierungen.

## Sammlungen
- Kupferstichkabinett Berlin
- Kunsthalle Bremen
- Bayerische Staatsgemäldesammlungen, München
- Staatliche Graphische Sammlung München
- Städtische Galerie im Lenbachhaus, München[6]
- Stiftung Raiffeisen-Bank München-Nord, Unterschleißheim[7]